# Шанявский, Клеменс
Клеменс Шанявский (литературный псевдоним — Клеменс Юно́ша) (пол. Klemens Szaniawski, Klemens Junosza; 23 ноября 1849, Люблин — 21 марта 1898, Отвоцк) — польский писатель, новеллист, фельетонист, журналист.

## Биография
Клеменс Шанявский родился 23 ноября 1849 года в городе Люблине в семье помощника прокурора.
Рано осиротев, в 1862—1865 годах обучался у пиаристов в Лукуве и Седльцах. Из-за сложных материальных условий — обучение не завершил, и вернулся в Люблин, где устроился на работу в Счетную палату.
С 1875 года поселился в Варшаве, где, работая управляющим имением, начал свою карьеру в области литературы и журналистики.
В 1877—1883 годах — секретарь редакции газеты «Эхо» (пол. «Echo»). Некоторое время редактировал еженедельник «Путешественник» («Wędrowiec»). Помещал статьи в люблинских газетах.
Клеменс Шанявский умер 21 марта 1898 года от туберкулёза в санатории в Отвоцке. Был похоронен в семейной могиле на кладбище на улице Липовой в Люблине.
В честь писателя его именем названы улицы в Люблине и Кракове.

## Творчество
Клеменс Шанявский дебютировал на литературном поприще в 1874 году. Автор ряда повестей, новелл, сборников рассказов, фельетонов, набросков, эссе и юморесок. Основная тема произведений Клеменса Юно́ши — реалистичное изображение жизни польских крестьян, мелкой шляхты, мещан и варшавских евреев.

## Избранные произведения
- Rola, 1884
- Z mazurskiej ziemi, (сборник рассказов, (1884))
- Z antropologii wiejskiej (1888)
- Przy kominku, 1896 (сборник рассказов)
- Pan sędzia, (повесть,)1887))
- Obrazki szare, (1890)
- Z zapadłych kątów (1891)
- Pająki, (повесть, 1894), рус. перевод А. Гриневского «Пауки» — СПб, 1899.
- Z Warszawy. Nowelle, (сборник рассказов и новелл, (1894))
- Z jednego strumienia (сборник новелл)
- Żywota i spraw Symchy Borucha Kaltkugla ksiąg pięcioro, (1895)
- Fotografie wioskowe, (1895)
- Przy kominku (1896)
- Z pola i z bruku, (1897)
- Na zgliszczach, (1898)
- Monologi (1894—1898)
- Drobiazgi (сборник юморесок, (1898)) и др.